# Далькомбанк
Далькомба́нк — несуществующий ныне российский коммерческий банк; с 10 сентября 2012 года вошёл в состав «МТС-Банка» в качестве дальневосточного и иркутского филиалов. Головной офис располагался в Хабаровске.

## История
25 апреля 1989 года Уставу банка Правлением Госбанка СССР был присвоен № 84. Далькомбанк стал первым коммерческим банком на Дальнем Востоке.
В состав его учредителей вошли:
- Станкостроительный завод
- Нефтеперерабатывающий завод имени Орджоникидзе
- Управление инкассации Хабаровского края
- Завод «Дальэнергомаш»
- Управление Сбербанка СССР по Хабаровскому краю
- Объединение «Промзолото»
- ТПО «Дальлеспром»

С 1994 по 2000 годы являлся уполномоченным банком Администрации Хабаровского края по исполнению краевого бюджета. В 1997 году Далькомбанк объединился с другим региональным банком — ХАКО-банком. С 2006 года занимался обслуживанием средств, выделяемых молодым семьям на приобретение жилья в рамках подпрограммы «Обеспечение жильём молодых семей» федеральной целевой программы «Жилище».
В 2007 году выступил посредником в переводе денег с северокорейских счетов, из Banco Delta Asia в Макао через Федеральную резервную систему и Центральный банк Российской Федерации в КНДР. 25 июня 2007 года указанные средства были зачислены в пользу Банка внешней торговли КНДР.
C мая 2009 года Далькомбанк стал официальным агентом по реструктуризации ОАО «Агентство по реструктуризации ипотечных жилищных кредитов» в Дальневосточном федеральном округе в рамках реализации программы государственной поддержки заёмщиков, оказавшихся в сложной жизненной ситуации.
С марта 2010 года Далькомбанк участвовал в программе Правительства Хабаровского края по модернизации машиностроительного комплекса региона, в частности — в определении стратегически важных и перспективных для экономики Хабаровского края проектов по развитию машиностроительного комплекса, а также оказывал финансовую поддержку программы.

## Собственники и руководство
Далькомбанк входил в банковскую группу АФК «Система» (наряду с «Московский банк реконструкции и развития» и East-West United Bank). В августе 2007 года корпорация приобрела 20 % акций ОАО «Далькомбанк», доведя в октябре 2007 года свою долю до 48,16 %, в январе 2008 года в результате публичной оферты, выставленной акционерам «Далькомбанка», — до 98,65 %. 14 августа 2008 года АФК «Система» увеличила свою долю в Далькомбанке с 98,65 % до 100 %. В феврале 2009 года акции Далькомбанка были переданы в дочерний банк АФК «Система» — Московский банк реконструкции и развития.
С момента основания до ноября 2010 года президентом и председателем правления банка являлся Андрей Шляховой. С ноября он возглавил Московский банк реконструкции и развития, оставив за собой общее стратегическое управление Далькомбанком в качестве председателя совета директоров.
28 апреля 2011 года председателем правления Далькомбанка назначен Андрей Кулешов.

## Деятельность
В 2010 году филиальная сеть банка была представлена 73 подразделениями в 35 населённых пунктах восьми субъектов Российской Федерации: Амурской, Иркутской, Сахалинской областях, Еврейской автономной области, Приморском, Хабаровском, Забайкальском краях и республике Саха (Якутия). На 1 января 2011 года количество банкоматов, установленных банком, составляло 197 штук.
На 1 января 2009 года число выпущенных в обращение банком пластиковых карт составило более 274 тысяч. В 2009 году банком было выдано кредитов физическим лицам в объёме 5,98 млрд рублей, а в 2008 году — 6,28 млрд рублей.